# Минстертал (Шварцвалд)
Минстертал (њем. Münstertal/Schwarzwald) град је у њемачкој савезној држави Баден-Виртемберг. Једно је од 50 општинских средишта округа Брајсгау-Хохшварцвалд. Према процјени из 2010. у граду је живјело 5.217 становника. Посједује регионалну шифру (AGS) 8315130.

## Географски и демографски подаци
Минстертал се налази у савезној држави Баден-Виртемберг у округу Брајсгау-Хохшварцвалд. Град се налази на надморској висини од 592 метра. Површина општине износи 67,7 km². У самом граду је, према процјени из 2010. године, живјело 5.217 становника. Просјечна густина становништва износи 77 становника/km².